# Composto organoiodo
Compostos de organoiodo ou organoiodetos são compostos orgânicos que contêm uma ou mais ligações carbono–iodo. Ocorrem largamente na química orgânica, mas são relativamente raros na natureza. Os hormônios tiroxina são organoiodetos necessários para a saúde e o motivo da iodização do sal.

## Estrutura, ligação, propriedades gerais
Quase todos os organoiodetos apresentam o iodo conectado a um centro de carbono. Esses são usualmente classificados como derivados do I-. Alguns organoiodetos apresentam iodo em estados de oxidação maiores.
A ligação C–I é mais fraca do que as ligações carbon–halogênio. As forças dessas ligações estão relacionadas à eletronegatividade do halogênio, decrescendo na ordem F > Cl > Br > I. Essa ordem periódica também segue o raio atômico dos halogênios e o comprimento da ligação carbono-halogênio. Por exemplo, nas moléculas representadas por CH3X, onde X é um haleto, as ligações carbono-X têm força, ou energia de dissociação de ligação, de 115, 83.7, 72.1, e 57.6 kcal/mol para X = fluoreto, cloreto, brometo e iodeto, respectivamente. Dos haletos, o iodeto usualmente é o melhor grupo lábil. Por causa da fraqueza da ligação C-I, amostras de organoiodetos são quase sempre amareladas devido a uma impureza de I2.
Um aspecto notável dos compostos de organoiodo é a sua alta densidade, que aumenta pela alta massa atômica do iodo. Por exemplo, um mililitro de diiodometano pesa 3.325 g.

## Aplicações industriais
Poucos compostos de organoiodo são importantes industrialmente, ao menos em termos de produção em larga escala. Intermediários contendo iodo são comuns em síntese orgânica, por causa da fácil formação e clivagem da ligação C–I bond. Compostos de organoiodo industrialmente significativos, geralmente usados como desinfetantes ou pesticidas, são iodofórmio (CHI3), diiodometano (CH2I2) e iodometano (CH3I).  Embora o iodometano não seja um produto industrialmente importante, é um importante intermediário, sendo um intermediário transientemente gerado na produção industrial de ácido acético e anidrido acético.